# Asian Rugby Championship 1970
El Asian Rugby Championship  de 1970 fue la 2ª edición del principal torneo asiático de rugby.

## Desarrollo

### Grupo A
| Pos. | Equipo    | Encuentros | Encuentros | Encuentros | Encuentros | Tantos  | Tantos    | Tantos     | Puntos Totales |
| Pos. | Equipo    | jugados    | ganados    | empatados  | perdidos   | a favor | en contra | diferencia | Puntos Totales |
| ---- | --------- | ---------- | ---------- | ---------- | ---------- | ------- | --------- | ---------- | -------------- |
| 1    | Tailandia | 3          | 2          | 1          | 0          | 57      | 34        | 23         | 5              |
| 2    | Hong Kong | 3          | 2          | 0          | 1          | 52      | 32        | 20         | 4              |
| 3    | Ceilán    | 3          | 1          | 1          | 1          | 49      | 43        | 6          | 3              |
| 4    | Malasia   | 3          | 0          | 0          | 3          | 23      | 72        | -49        | 0              |

Nota: Se otorgan 2 puntos al equipo que gane un partido, 1 al que empate y 0 al que pierda
| 10 de enero | Hong Kong | 22 - 14 | Malasia |  |  |

| 10 de enero | Tailandia | 19 - 19 | Ceilán |  |  |

| 12 de enero | Hong Kong | 21 - 6 | Ceilán |  |  |

| 12 de enero | Tailandia | 26 - 6 | Malasia |  |  |

| 14 de enero | Ceilán | 24 - 3 | Malasia |  |  |

| 9 de enero | Tailandia | 14 - 9 | Hong Kong |  |  |

### Grupo B
| Pos. | Equipo        | Encuentros | Encuentros | Encuentros | Encuentros | Tantos  | Tantos    | Tantos     | Puntos Totales |
| Pos. | Equipo        | jugados    | ganados    | empatados  | perdidos   | a favor | en contra | diferencia | Puntos Totales |
| ---- | ------------- | ---------- | ---------- | ---------- | ---------- | ------- | --------- | ---------- | -------------- |
| 1    | Japón         | 2          | 2          | 0          | 0          | 69      | 26        | 43         | 4              |
| 2    | Singapur      | 2          | 1          | 0          | 1          | 54      | 57        | - 3        | 2              |
| 3    | Corea del Sur | 2          | 0          | 0          | 2          | 20      | 40        | - 60       | 0              |

| 11 de enero | Corea del Sur | 11 - 37 | Singapur |  |  |

| 13 de enero | Japón | 46 - 17 | Singapur |  |  |
|             |       | Reporte |          |  |  |

| 15 de enero | Japón | 23 - 9 | Corea del Sur |  |  |

### Definición 5° puesto
| 18 de enero | Corea del Sur | 12 - 8 | Ceilán |  |  |

### Definición 3° puesto
| 18 de enero | Hong Kong | 9 - 6 | Singapur |  |  |

### Final
| 18 de enero | Japón | 42 - 11 | Tailandia |  |  |

| Bandera de Japón |
| Campeón Japón    |
| Segundo título   |